# Kluane Icefield
Das Kluane Icefield (manchmal auch Kluane Icecap) liegt im kanadischen Territorium Yukon und ist nach dem Bagley Icefield das größte zusammenhängende Gletscher-Eisfeld außerhalb der Polregionen.
Das Kluane Icefield ist Teil des Kluane-Nationalparks und liegt zwischen dem Mount Logan, dem Mount Saint Elias und dem Mount Saint Mary. Teile des Eisfeldes sind der Hubbard-Gletscher, das Saint Elias Icefield und der Kaskawulsh-Gletscher. Die Gletscher speisen unter anderem die Zuläufe des Alsek River in Richtung Süden (Pazifik), sowie Donjek und White River in Richtung Norden.
Im Sommer variieren die Temperaturen zwischen +15 °C am Tag und −15 °C in der Nacht. Dabei kann es bis zu 30 cm Neuschnee im Sommer geben. Im Winter von Anfang August bis Anfang Mai kommen jedes Jahr bis zu 15 m Neuschnee hinzu.
Das Eis weist teilweise eine Mächtigkeit von 1000 m auf.